# Capriccio espagnol
Das Capriccio auf Themen aus Spanien (kyrillisch: Каприччио на испанские темы) Opus 34 ist ein Orchesterwerk von Nikolai Rimski-Korsakow aus dem Jahr 1887. In der westlichen Welt ist es bekannt als Capriccio espagnol. Ursprünglich wollte Rimski-Korsakow das Material in einem Werk für solo-Violine und Orchester verarbeiten, gelangte aber dann zu der Auffassung, dass eine reine Orchesterfassung den lebhaften Melodien eher gerecht werde.

## Besetzung
- Romantisches Orchester (2+1, 2d1, 2, 2 - 4, 2, 3, 1, timp, perc, hrp, str)[1]

## Struktur und Material
Das Werk hat fünf Sätze.
1. Der erste Satz, Alborada, ist ein festlicher und stürmischer Tanz im Stil der Volksmusik der nordspanischen Region Asturien, der musikalisch den Sonnenaufgang feiert.
2. Der zweite Satz, Variazioni, beginnt mit einer Melodie der Hörner, die in Variationen von anderen Instrumenten oder Registern wiederholt wird.
3. Im dritten Satz, Alborada, wird der asturische Tanz aus dem ersten Satz erneut aufgegriffen. Beide Sätze sind bis auf die unterschiedliche Instrumentation und Tonart nahezu identisch.
4. Der vierte Satz, Scena e canto gitano („Szene und Zigeunerlied“), beginnt mit fünf Kadenzen – zunächst Hörner und Trompeten, dann Violine solo, Flöte, Klarinette und Harfe – über Wirbeln verschiedener Schlaginstrumente. Es folgt ein Tanz im Dreivierteltakt, der attacca in den letzten Satz übergeht.
5. Der fünfte Satz, Fandango asturiano, beruht ebenfalls auf einem kraftvollen Tanz der nordspanischen Region Asturien. Das Stück endet mit einer noch stürmischeren Fassung des Alborada-Themas.

Eine Aufführung des Capriccio dauert etwa 16 Minuten.

## Merkmale
Oft wird die Instrumentierung des Stücks hervorgehoben. Sie umfasst eine breite Palette an Schlaginstrumenten sowie zahlreiche spezielle Spiel- und Artikulationstechniken, etwa im vierten Satz, wo die Geigen und Celli den Klang von Gitarren imitieren. Dort findet sich sogar die Spielanweisung quasi guitara. Trotz positiver Kritik war Rimski-Korsakow enttäuscht, weil die Gesichtspunkte der Kritik andere Aspekte der Komposition ignorierten. In seiner Autobiografie schrieb er:

„Die Auffassung der Kritiker und der Öffentlichkeit, dass das Capriccio ein großartig instrumentiertes Stück sei, ist falsch. Das Capriccio ist eine brillante Komposition für Orchester. Der Wechsel der Klangfarben, die treffend ausgewählten melodischen Wendungen und Verzierungen, die genau zur Eigenart der jeweiligen Instrumente passen, die kurzen, virtuosen Kadenzen der Solo-Instrumente, die Rhythmen der Schlaginstrumente et cetera machen hier eben genau das Wesen der Komposition aus und nicht ein bloßes ‚Gewand‘ oder eine ‚Instrumentierung‘. Die spanischen Themen, mit ihrem tänzerischen Charakter, lieferten mir eine Fülle von Material zur Einbindung in vielfältige Orchestereffekte. Insgesamt ist das Capriccio zweifellos ein völlig äußerliches Stück, doch nichtsdestoweniger höchst lebhaft und brillant. Etwas weniger Erfolg war mir im dritten Abschnitt (Alborada, in B-Dur) beschieden, wo die Blechbläser in gewisser Weise die Melodieführung in den Holzbläsern übertönen; doch das ist leicht in den Griff zu bekommen, wenn der Dirigent darauf acht gibt und die mit fortissimo bezeichnete Dynamik der Blechbläser auf ein einfaches forte zurück nimmt.“